# Tasiilaq
Tasiilaq (tidigare Ammassalik, äldre grönländsk stavning Angmagssalik) är den största orten i östra Grönland och var tidigare huvudort i Ammassaliks kommun. Efter den stora kommunreformen i Grönland den 1 januari 2009 ingår Tasiilaq numera i storkommunen Sermersooq, som sträcker sig från sydvästra Grönland över inlandsisen till Tasiilaq och Ittoqqortoormiit på den östra sidan.
Tasiilaq har omkring 1 800 invånare. Staden ligger i en fjord omgiven av höga berg på ön Ammassalik.
Området blev utforskat av dansken Gustav Frederik Holm 1884, och 1894 grundades handels- och missionsstationen Ammassalik. Den viktigaste näringen är fiske samt sälskinnsexport.

## Vänorter
- Kópavogur, Island
- Gentofte, Danmark
- Ivittuut, Grönland
- Bildudalur, Island
- Ilulissat, Grönland